# Frank Sinatra: A Man and His Music
A Man and His Music è un album del cantante statunitense Frank Sinatra, pubblicato nel 1965. All'epoca, The Voice compiva cinquant'anni e in occasione del suo compleanno, pubblicò questo doppio album che comprendeva tutti i momenti alti della carriera fino ad ora mandata avanti con grande successo. Molti critici definiscono quest'album come una raccolta divertente e notevolmente migliore ai numerosissimi "best of" usciti in precedenza. Dall'album sono inclusi un dialogo estratto dal film Da qui all'eternità (pellicola per cui vinse l'Oscar, uscendo così dal periodo buio della sua carriera e ritornando sulla cresta dell'onda) e un'incisione del Rat Pack dal vivo a Las Vegas. Fra un brano e l'altro, Frank indugia in certi discorsi epigrammatici, coloriti e divertenti, dando l'idea di un'antologia della carriera di Sinatra registrata con dovizia di particolari. Per questo doppio album furono inoltre utilizzati i principali arragiatori di Ol' Blue Eyes: Nelson Riddle, Gordon Jenkins, Count Basie, Ernie Freeman, Johnny Mandel, Sy Oliver e Don Costa.

## Tracce

### Disc one
1. "Put Your Dreams Away" (Paul Mann, George David Weiss, Ruth Lowe)  – 3:10
2. "All or Nothing at All" (Jack Lawrence, Arthur Altman)  – 4:26
3. "I'll Never Smile Again" (Ruth Lowe)  – 2:49
4. "There Are Such Things" (George W. Meyer, Stanley Adams, Abel Baer)  – 2:57
5. "I'll Be Seeing You" (Sammy Fain, Irving Kahal)  – 3:06
6. "The One I Love (Belongs to Somebody Else)" (Gus Kahn, Isham Jones)  – 3:03
7. "Polka Dots and Moonbeams" (Johnny Burke, Jimmy Van Heusen)  – 4:46
8. "Night and Day" (Cole Porter)  – 4:29
9. "Oh! What It Seemed to Be" (Bennie Benjamin, Weiss, Frankie Carle)  – 3:26
10. "Soliloquy" (Richard Rodgers, Oscar Hammerstein II)  – 8:19
11. "Nancy (With the Laughing Face)" (Phil Silvers, Van Heusen)  – 4:21
12. "The House I Live In" (Lewis Allan, Earl Robinson)  – 4:40
13. "Dialogo Estratto da Da qui all'eternità" (Karger, Wells)  – 2:44

### Disc two
1. "Come Fly with Me" (Sammy Cahn, Jimmy Van Heusen)  – 2:13
2. "(How Little It Matters) How Little We Know" (Carolyn Leigh, Phil Springers)  – 2:29
3. "Learnin' the Blues" (Dolores Vicki Silvers)  – 2:31
4. "In the Wee Small Hours of the Morning" (David Mann, Bob Hilliard)  – 2:43
5. "Young at Heart" (Carolin Leigh, Johnny Richards)  – 3:51
6. "Witchcraft" (Cy Coleman, Leigh)  – 2:52
7. "All the Way" (Cahn, Van Heusen)  – 3:27
8. "Love and Marriage" (Cahn, Van Heusen)	 – 1:29
9. "I've Got You Under My Skin" (Porter)  – 3:26
10. "Ring-A-Ding Ding" (Cahn, Van Heusen)  – 1:07
11. "The Second Time Around" (Cahn, Van Heusen)  – 2:13
12. "The Summit" (Frank Sinatra, Dean Martin, Sammy Davis, Jr.)  – 5:20
13. "The Oldest Established (Permanent Floating Crap Game in New York)" (with Dean Martin and Bing Crosby) (Frank Loesser)  – 2:09
14. "Luck Be a Lady" (Frank Loesser)  – 2:25
15. "Call Me Irresponsible" (Cahn, Van Heusen)  – 2:45
16. "Fly Me to the Moon" (with Count Basie) (Bart Howard)  – 2:30
17. "Softly, as I Leave You" (Hal Shaper, Antonio DeVito, Giorgio Calabrese)  – 2:57
18. "My Kind of Town" (Cahn, Van Heusen)  – 2:30
19. "The September of My Years" (Cahn, Van Heusen)  – 3:22